# Volker Zotz
Volker Helmut Manfred Zotz, né le 28 octobre 1956 à Landau in der Pfalz, est un philosophe autrichien, qui a apporté des contributions en philosophie indienne, philosophie chinoise et l'histoire des religions. Volker Zotz et Ōtani Kōshō ont fondé la fondation Kōmyōji en 1994 à Vienne qui cherche à renforcer la coopération entre les religions.

## Biographie
Zotz a étudié l’histoire, la philosophie, le bouddhisme, la langue pâli et le sanskrit à l'université de Vienne et en Inde. Il a été professeur au Japon, à l'université de Ryukoku, l’université d’Otani (Kyôto) et à l’université Rissho Tokyo. Il travaille actuellement en tant que professeur à l'université du Luxembourg. 
Zotz publie de nombreux ouvrages tout en poursuivant son enseignement. Il est un disciple proche de Lama Anagarika Govinda et membre de l'ordre Arya Maitreya Mandala fondé par ce dernier. Il est marié à Birgit Zotz.

## Œuvres
- Maitreya. Kontemplationen über den Buddha der Zukunft. Préface de Lama Anagarika Govinda. Hannoversch Münden 1984,  (ISBN 3-87998-054-3)
- Zur Rezeption, Interpretation und Kritik des Buddhismus im deutschen Sprachraum vom Fin-de-Siècle bis 1930. Historische Skizze und Hauptmotive. Wien 1986
- Maitréja. Elmélkedések a jövö Buddhájáról. Körösi Csoma Sandor Buddhológiai Intézet, Budapest 1986
- Freiheit und Glück. Buddhas Lehren für das tägliche Leben. München 1987,  (ISBN 3-8138-0090-3)
- André Breton. Rowohlt, Reinbek bei Hamburg 1990,  (ISBN 3-499-50374-3)
- Erleuchtung im Alltag. München 1990,  (ISBN 3-8138-0175-6)
- Buddha. Rowohlt, Reinbek bei Hamburg 1991, 6. Auflage 2001,  (ISBN 3-499-50477-4)
- André Breton. Préface de José Pierre. Paris: Édition d'art Somogy, 1991,  (ISBN 2-85056-199-1).
- Der Buddha im Reinen Land. Shin-Buddhismus in Japan. Diederichs, München 1991,  (ISBN 3-424-01120-7)
- Buddha. Votobia, Olomouc 1995,  (ISBN 80-85885-72-7)
- Geschichte der buddhistischen Philosophie. Rowohlt, Reinbek bei Hamburg 1996,  (ISBN 3-499-55537-9).
- Buddha. Hangilsa, Seoul 1997,  (ISBN 89-356-0136-5).
- Mit Buddha das Leben meistern. Buddhismus für Praktiker. Rowohlt, Reinbek bei Hamburg 1999, 4. Auflage 2003,  (ISBN 3-499-60586-4)
- Konfuzius. Rowohlt, Reinbek bei Hamburg 2000,  (ISBN 3-499-50555-X)
- Auf den glückseligen Inseln. Buddhismus in der deutschen Kultur. Theseus, Berlin 2000,  (ISBN 3-89620-151-4)
- Totus tuus. Marianisches Lesebuch zur Luxemburger Muttergottes-Oktave. Avec Friederike Migneco, Kairos Edition, Luxembourg 2004,  (ISBN 2-9599829-9-1)
- Die neue Wirtschaftsmacht am Ganges. Redline, Heidelberg 2006,  (ISBN 3-636-01373-4)
- Buda, Maestro de Vida. Ellago Ediciones 2006,  (ISBN 84-95881-87-X)
- Konfuzius für den Westen. Neue Sehnsucht nach alten Werten. O.W. Barth, Frankfurt am Main 2007,  (ISBN 978-3-502-61164-6)
- Die Suche nach einem sozialen Buddhismus. Kairos, Luxembourg 2007,  (ISBN 2-9599829-6-7)
- Historia Filozofii Buddyjskiej. Wydawnictwo WAM, Krakau 2007, (ISBN 978-83-7318-878-5)
- Business im Land der aufgehenden Sonne. Redline, Heidelberg 2008,  (ISBN 978-3-636-01449-8)
- Kamasutra im Management. Inspirationen und Weisheiten aus Indien. Campus Verlag, Frankfurt am Main 2008,  (ISBN 978-3-593-38515-0)